# محمد مخبر
محمد مخبر (زادهٔ ۴ تیر ۱۳۳۴) سیاستمدار و مدیر اجرایی ایرانی است که از سال ۱۴۰۱، عضو حقیقی مجمع تشخیص مصلحت نظام و از مهر سال ۱۴۰۳ مشاور و دستیار رهبر جمهوری اسلامی ایران است. وی از سال ۱۴۰۰ تا ۱۴۰۳ در دولت سیزدهم به عنوان هفتمین معاون اول رئیس‌جمهور ایران و در سال ۱۴۰۳ به عنوان سرپرست ریاست‌جمهوری ایران فعالیت کرد.
مخبر پس از کشته‌شدن رئیس‌جمهور وقت، سید ابراهیم رئیسی، در سانحه سقوط بالگرد و بر اساس اصل ۱۳۱ قانون اساسی تا زمان برگزاری انتخابات ریاست‌جمهوری جدید و زودهنگام و تنفیذ رئیس‌جمهور جدید، به عنوان سرپرست ریاست‌جمهوری، مشغول به کار بود.
او همچنین ریاست ستاد اجرایی فرمان امام، معاونت بازرگانی و حمل و نقل بنیاد مستضعفان، ریاست هیئت مدیره بانک سینا و معاونت استانداری خوزستان را دارد. او همچنین پیش از فعالیت در بنیاد مستضعفان، در سِمت معاون اجرایی و مدیر عامل شرکت مخابرات خوزستان و مدیرعامل شرکت مخابرات دزفول مشغول بوده است. از محمد مخبر به‌واسطهٔ کارنامه‌اش در دوران ریاست ستاد اجرایی فرمان امام، به عنوان یکی از حلقه‌های اصلی رانت و فساد در ایران نام برده می‌شود و او را «سلطان رانت جمهوری اسلامی» لقب داده‌اند.
مخبر در ژانویه ۲۰۲۱ توسط وزارت خزانه‌داری آمریکا به‌دلیل سرکوب مخالفان نظام جمهوری اسلامی ایران تحریم شد. ۱۸ سپتامبر ۲۰۲۴ دولت کانادا محمد مخبر را به دلیل دخالت مستقیم در اجرای سیاست‌های سرکوبگرانه علیه زنان، دختران و اقلیت‌ها تحریم کرد.

## اوایل زندگی و فعالیت‌های اجرایی
محمد مخبر در تیرماه ۱۳۳۴ در دزفول زاده شد. پدرش شیخ عبّاس، مدّتی امام جمعه موقت دزفول بود.
مقاطع ابتدایی تحصیل را در دزفول و اهواز گذراند و سپس در مقطع کارشناسی در رشتهٔ مهندسی برق تحصیل کرد. هم‌میهن در مقاله‌ای نوشت که مخبر همراه با افرادی مانند محمد جهان‌آرا، علی شمخانی و محسن رضایی عضو گروه منصورون بوده است؛ منصورون در خوزستان شکل گرفت و در دهه‌های ۱۳۴۰ و ۱۳۵۰ علیه حکومت پهلوی فعالیت می‌کرد. او پس از آغاز فعالیت سپاه پاسداران انقلاب اسلامی در خوزستان به عنوان مسئول بهداری سپاه دزفول منصوب شد و در جنگ ایران و عراق این سمت را برعهده داشت.
مخبر پس از پایان جنگ، مدیرعامل شرکت مخابرات دزفول، معاون اجرایی شرکت مخابرات استان خوزستان و سپس مدیرعامل این شرکت شد. او زمانی هم معاونت استانداری خوزستان را عهده‌دار بود. سپس به تهران رفت و در زمان ریاست محمد فروزنده بر بنیاد مستضعفان انقلاب اسلامی، مناصب مهمی مانند معاونت حمل‌ونقل و بازرگانی این بنیاد را برعهده گرفت. در همین زمان گفته شد که او نقش مهمی در خروج شرکت ترکسل از مناقصه دومین اپراتور تلفن همراه ایران و جایگزین کردن گروه ام‌تی‌ان در کنسرسیوم ایرانسل داشته است. مخبر سپس به عنوان نایب رئیس هیئت‌مدیره ایرانسل برگزیده شد. مخبر همچنین ریاست هیئت‌مدیره بانک سینا را عهده‌دار بود که زیر نظر بنیاد مستضعفان فعالیت می‌کرد.
علی خامنه‌ای، رهبر جمهوری اسلامی ایران، در تیرماه ۱۳۸۶ مخبر را به ریاست ستاد اجرایی فرمان امام منصوب کرد. مؤسسه دانش‌بنیان برکت از زیرمجموعه‌های اصلی این ستاد است که در زمان ریاست مخبر راه‌اندازی شد. در زمان دنیاگیری کووید-۱۹ در ایران، پروژهٔ ساخت واکسن کوو ایران برکت به پروژه‌ای مهم و جنجالی تبدیل شد. در نهایت این واکسن رونمایی شد و دختر مخبر نخستین فردی معرفی شد که این واکسن را تزریق کرده است. مخبر تا ۱۴۰۰ به‌مدّت ۱۴ سال ریاست ستاد اجرایی فرمان امام را برعهده داشت.

## معاون اوّل رئیس‌جمهور

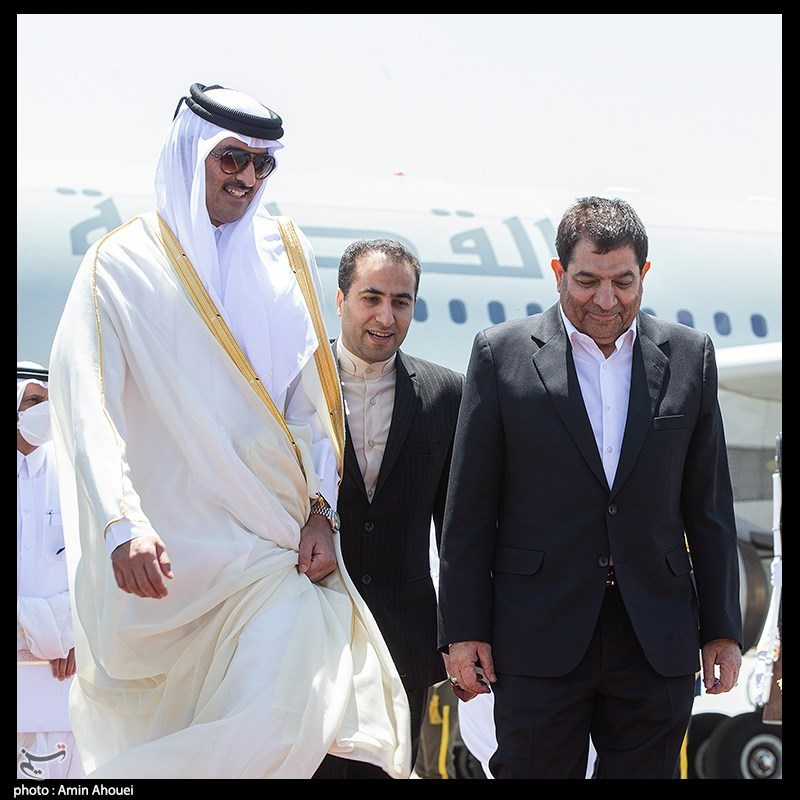
شیخ تمیم پادشاه قطر در رأس یک هیئت بلندپایه سیاسی- اقتصادی با استقبال محمد مخبر معاون اوّل رئیس‌جمهور در تهران

مخبر در ۱۷ مردادماه ۱۴۰۰ طی حکمی از سوی سید ابراهیم رئیسی رئیس‌جمهور وقت، به عنوان معاون اول رئیس‌جمهور منصوب شد. به گفتهٔ بی‌بی‌سی فارسی، او ریاست «ستاد فرماندهی اقتصاد مقاومتی» را گرفت تا وضعیت اقتصاد را سر و سامان دهد، امّا شواهد حاکی از آن است که کارنامهٔ موفقی نداشته است.
محمد مهاجری، فعال رسانه‌ای اصولگرا، در توصیف مخبر و نقش او در دولت رئیسی نوشت: «او با تیزهوشی سیاسی، به ندرت وارد گود می‌شود و به گونه‌ای عمل می‌کند که ناکارآمدی‌های دولت رئیسی به حساب او منظور نمی‌شود. درست مثل کسی که وارد دریا می‌شود، امّا خیس نمی‌شود.» جواد کریمی قدوسی در تیرماه ۱۴۰۱ نوشت «مخبر از توانایی لازم برای این جایگاه برخوردار نیست» و هشدار داد که «ماندن ایشان برای یک‌ساعت هم ضرر است.»
مخبر در شهریورماه ۱۴۰۱ با حکم خامنه‌ای به عضویت مجمع تشخیص مصلحت نظام درآمد. در دی‌ماه ۱۴۰۱ تصاویری از مخبر منتشر شد که در رویدادی کم‌سابقه در جلسه سران سه قوه شرکت کرده بود. بسیاری انتشار تصاویر او در این جلسه را به عنوان پیامی به منتقدانش ارزیابی کردند.
به دنبال سانحه سقوط بالگرد ابراهیم رئیسی در ۳۰ اردیبهشت‌ماه ۱۴۰۳، همان روز جلسه هیئت دولت به ریاست مخبر برگزار شد و مواردی از دستور جلسه به تصویب رسید. پس از اعلام خبر کشته‌شدن رئیسی در سانحه سقوط بالگرد، جلسهٔ فوق‌العاده هیئت دولت به ریاست مخبر آغاز شد. او به‌مدّت ۵۰ روز مسئولیت‌های ریاست‌جمهوری را برعهده داشت و طبق قانون اساسی، پس از آن انتخابات ریاست‌جمهوری برگزار شد.

## اتهامات فساد مالی

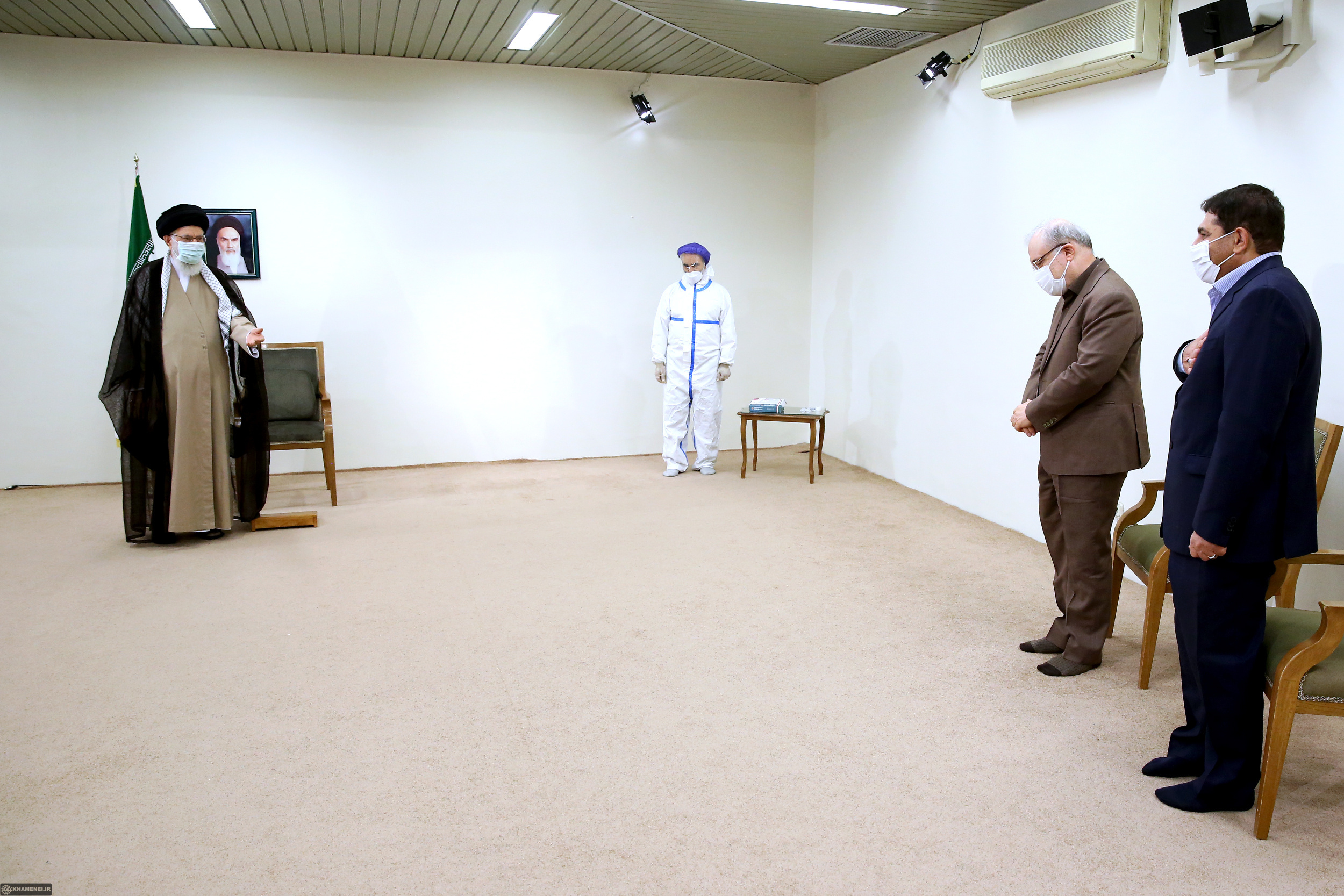
از راست: محمد مخبر و سعید نمکی، دریافت نوبت اوّل واکسن کوو ایران برکت توسط علی خامنه‌ای

نام محمد مخبر علاوه‌بر وعدهٔ تولید واکسن کرونا در پرونده‌های رانت و فساد مالی دیگری نیز مطرح شده است. اطلاعاتی که دربارهٔ فعالیت‌های کلان اقتصادی او و پسرش سجاد طی سال‌های متمادی منتشر شد، نیز بیانگر این موضوع است. او با ورود به ساختار ستاد اجرایی فرمان امام و تأسیس بنیاد برکت، تلاش کرد تا نخست بر بازار سلامت و دارو و سپس بر منابع بانکی به‌ویژه بانک‌های خصوصی، بازار نفت و فروش محصولات نفتی، پتروشیمی، املاک و مستغلات سیطره پیدا کند.
- سجاد مخبر، فرزند محمد مخبر روابط تجاری و رانتی خاصی با بانک پاسارگاد دارد. بسیاری سجاد مخبر را یکی از ابربدهکاران بانکی و آقازاده‌ای با چندین شغل معرفی کرده‌اند. علی‌رغم اینکه در زمان انتصاب محمد مخبر به عنوان معاون اوّل دولت ابراهیم رئیسی، فعالیت‌های اقتصادی فرزند او تکذیب شدند، بررسی‌ها نشان می‌دادند که واقعیت چیز دیگری است. سجاد مخبر عضو و بعضاً رئیس هیئت مدیره هفت شرکت بود که چهار مورد از آن‌ها، شرکت‌های زیرمجموعه بانک پاسارگاد به‌شمار می‌روند. «شرکت پارسی فارمد پاسارگاد» که ریاست هیئت مدیره آن برعهدهٔ سجاد مخبر است، یکی از زیرمجموعه‌های بانک پاسارگاد و از بدهکاران این بانک است. او همچنین مدیرعاملی «شرکت نسیم سلامت پاسارگاد» را برعهده دارد که دو عضو دیگر هیئت مدیره آن، مجید قاسمی و سید کاظم میرولد، از اعضای هیئت مدیره بانک پاسارگاد هستند. سجاد مخبر به نمایندگی از «شرکت سرمایه‌گذاری پارس آریان» که از بدهکاران بانک بوده، نایب رئیس هیئت مدیره «شرکت پیشگامان امین سرمایه پاسارگاد» نیز است. به نوشتهٔ ایران وایر، «در غیاب نظارت صحیح بر عملکرد بانک‌ها و بر اثر فساد سیستماتیک در همهٔ اجزای حکومت، آنچه در بانک پاسارگاد رخ داده، نشان از فسادی بزرگ دارد. البته می‌توان گفت این تنها نوک کوه یخ فساد در سیستم بانکی ایران است.»[۲۲]
- در بهمن‌ماه ۱۴۰۲، ایران اینترنشنال به اطلاعاتی دست پیدا کرد که نشان می‌دادند دلالان نفتی ستاد اجرایی فرمان امام با همدستی بانک پاسارگاد، میلیون‌ها دلار از نفت ایران را فروخته و پول آن را تصاحب کرده‌اند. بر اساس اطلاعات به‌دست آمده، ستاد اجرایی فرمان امام در زمان ریاست محمد مخبر، با همکاری چند دلال نفتی، بانک پاسارگاد و شورای عالی امنیت ملّی به فروش غیرقانونی نفت و دور زدن تحریم‌ها اقدام می‌کرده‌اند. این اطلاعات نشان می‌دادند که شبکه‌ای به نام «کمیته پوششی» در شورای عالی امنیت ملّی با اختیار تام تحت عنوان دور زدن تحریم‌ها، برای واسطه‌ها کدهای اعتباری کلان صادر می‌کرده است. با این حال، علی‌رغم ضمانت‌نامه‌های بانکی و فروش نفت در بازارهای غیرقانونی، دلالان وابسته به ستاد اجرایی فرمان امام و بانک پاسارگاد بخش بزرگی از پول حاصل از فروش نفت را به ایران بازنگرداندند.[۲۳][۲۴]
- اتهام جلوگیری از فعالیت شرکت «ترکسل» با اعمال نفوذ و لابی‌گری در مجلس و همکاری با شرکت «ام‌تی‌ان»، هم‌زمان شد با حضور محمد مخبر در بنیاد مستضعفان. قرار بود دولت محمد خاتمی، پروژهٔ خط دوم تلفن همراه را به شرکت ترکیه‌ای ترکسل واگذار کند، امّا در نهایت این قرارداد از سوی نمایندگان مجلس هفتم مغایر با امنیت ملّی اعلام و این شرکت از این پروژه حذف شد. در عوض شرکت‌های وابسته به بنیاد مستضعفان با همکاری ام‌تی‌ان آفریقای جنوبی، مجری طرح شدند. مشارکتی که عضویت هیئت مدیره شرکت ایرانسل را نصیب مخبر کرد و او هم رسماً حذف کامل ترکسل را به بهانهٔ نداشتن پول و وجود مشکل با شرکای اروپایی آن، اعلام کرد. شرکت ترکسل نیز از ایران و شرکت ام‌تی‌ان به‌دلیل پرداخت رشوه و اعمال نفوذ جهت ممانعت از ادامهٔ کار آن شرکت، شکایت کرد. به گزارش روزنامهٔ فایننشال تایمز، در متن این شکایت‌نامه به مواردی مانند رشوه به مقام‌ها، اعمال نفوذ در مجلس و وعدهٔ کمک نظامی به ایران اشاره شده است. فسادی بزرگ در قراردادی به ارزش ۳۱ میلیارد و ۶۰۰ میلیون دلار که تنها عواقب آن متوجه سفیر وقت ایران در آفریقای جنوبی شد. او در تهران به اتهام فساد مالی در ارتباط با مجوز فعالیت شرکت مخابراتی ام‌تی‌ان بازداشت شد، امّا محمد مخبر به عضویت در هیئت مدیره ایرانسل رسید.[۹]
- محمد مخبر هم‌زمان با معاونت در بنیاد مستضعفان، از اعضای هیئت مدیره بانک سینا نیز بود. در دهه هشتاد نام او در یک پروندهٔ فساد دیگر نیز دیده شد؛ فساد گسترده در بانک سینا. پرونده‌ای در رابطه با پرداخت وام‌های کم‌بهره و کشف شبکهٔ شرط‌بندی در این بانک، همچنین سوءاستفاده از منابع مالی مسائلی بودند که طی این دوره دربارهٔ بانک سینا مطرح امّا به‌سرعت تکذیب و رد شدند.[۲۵]
- محمد مخبر یکی از اصلی‌ترین مخالفان واردات واکسن کووید ۱۹ بود. وی با راه‌اندازی پروژهٔ ساخت واکسن کوو ایران برکت، وعده داد که به‌زودی واکسن ایرانی، ناجی ایرانیان خواهد شد؛ امّا با اوج‌گیری شیوع کرونا در شهریورماه ۱۴۰۰ و پس از اینکه هزاران ایرانی جان خود را از دست دادند، مخبر با اعلام عدم امکان ساخت واکسن، اقدام به واردات واکسن از آمریکای جنوبی و هند کرد. محاسبهٔ سودی که ساخته نشدن «کوو ایران برکت» نصیب بنیاد برکت و ستاد اجرایی فرمان امام کرد، نتایج تکان‌دهنده‌ای دارد. هزینهٔ خرید واکسن فایزر در آن تاریخ ۳ دلار اعلام شده بود، در حالی که بنیاد برکت بهای هر واکسن برکت را ۲۰۰ هزار تومان اعلام کرد. در شرایط ارزی یکسان با فایزر و با محاسبهٔ ارز ترجیحی، این رقم معادل ۴۸ دلار است. این یعنی بهای واکسن تولید ستاد اجرایی فرمان امام، ۱۵ برابر نمونهٔ وارداتی بود.[۹]

## تحریم
در ژوئیه سال ۲۰۱۰ میلادی، اتحادیه اروپا مخبر را در فهرست افراد و اشخاصی قرار داد که در فعالیت‌های مربوط به موشک‌های بالستیک و هسته‌ای مورد تحریم قرار می‌گرفتند؛ امّا دو سال بعد بدون هیچ توضیحی نام او را از آن فهرست حذف کردند.
وزارت خزانه‌داری ایالات متحده آمریکا در ۱۳ ژانویه ۲۰۲۱ مخبر را تحریم کرد و به فهرست «شهروندان ویژه برگزیده» (اس‌دی‌ان) اضافه کرد. استیون منوچین، وزیر پیشین خزانه‌داری آمریکا گفت: «ایالات متحده با هدف گرفتن کسانی که ادّعا می‌کنند به مردم ایران کمک می‌کنند ولی ثروت خود را افزایش می‌دهند، ادامه می‌دهد.» در بیانیه وزارت خزانه‌داری آمریکا تأکید شده است که افراد و نهادهای تحریم شده، به سرکوب سیستماتیک مخالفان، مصادرهٔ زمین و دارایی معترضان سیاسی، اقلیت‌های مذهبی و تبعیدی‌ها دست زده‌اند.
۱۸ سپتامبر ۲۰۲۴ دولت کانادا ۵ نفر از مقامات جمهوری اسلامی از جمله محمد مخبر را که مستقیماً مسئول اجرای سیاست‌های سرکوبگرانه و تبعیض‌آمیز علیه زنان، دختران و اقلیت‌ها هستند، تحریم کرد. مقررات تحریم معاملات فهرست شده با این افراد را ممنوع می‌کند و دارایی‌های آنان در کانادا مسدود شده و طبق قانون مهاجرت کانادا هرگونه مهاجرت این افراد به کانادا نیز ممنوع و غیرقابل‌پذیرش است.